# Pandalina profunda
Pandalina profunda är en kräftdjursart som beskrevs av Holthius 1946. Pandalina profunda ingår i släktet Pandalina, och familjen Pandalidae. Enligt den svenska rödlistan är arten otillräckligt studerad i Sverige. Arten förekommer i Götaland. Artens livsmiljö är havet.